# Ferdinand Taluet
Ferdinand Taluet, nacido en 1821 y fallecido en 1904, fue un escultor francés, cuya obra se encuentra en París y en el Museo de Bellas Artes de Angers.

## Datos biográficos
Alumno de David d'Angers
Trabajó en las obras de la nueva Ópera Garnier con una obra titulada La Sagesse. — Estatua en yeso de 2 metros y medio de altura.
En la década de 1890 fue elegido miembro de la Academia de bellas artes de Angers, como miembro no residente. Entonces vivía en París, y tenía su taller de estatuaria en la rue du Cherche-Midi, 55

## Obras
Entre las mejores y más conocidas obras de Ferdinand Taluet se incluyen las siguientes:
- Bernard Palissy (1868) en la plaza Bassompierre de Saintes.

- Margarita de Anjou (1877) en la serie Reinas de Francia y mujeres ilustres del Jardín de Luxemburgo.

- Renaissance (1861), Fachada sur del cour Carrée del Palacio del Louvre.[4]

- ALFRED NETTEMENT(1805-1869) , (1868) busto ; Angers , museo de bellas artes (MBA 93 J 1881S)

- Allain Targe, (1886) busto; Angers ; museo de bellas artes (MBA 196)

- Anne Lefebvre-Dacier (1647-1720), estatuilla en yeso, obra destruida (1946) (MBA 193)

- Claude Joseph Rouget de Lisle(1760-1836) , (1880) estatuilla ; Angers ; museo de bellas artes (MBA 194)

- D'Aguesseau (1668-1751) ,(1881) busto ; Angers ; museo de bellas artes (SN)

- Dante Aliguieri (1265-1321) , (1848) busto; Angers ; museo de bellas artes (MBA 87 J 1881S)

- David D'Angers (1788-1856) ,(1878) estatua; Angers ; museo de bellas artes (MBA 749 J 1881S)

- Eugene Laplace ,(1879) busto ; Angers ; museo de bellas artes (SN)

- Felix Coquereau (1808-1867) , AUMONIER DE LA BELLE-POULE , (1849)2 bustos; Angers ; museo de bellas artes (MBA 88B J 1881S)y (MBA 88 J 1881S )

- Gustave Heuze , (1885) busto ; 	Angers ; museo de bellas artes ( MBA 195 )

- Henri Louis Tolain (1828-1897) ,(1876) busto 	 ; 	Angers ; museo de bellas artes ( MBA 94 J 1881S )

- Hombre y niño - Homme en Enfant , elemento de ensamble; bajorrelieve escayola ; obra destruida (1946)( MBA 193 2)

- Hombre -Homme , 2 bustos , de yeso con patina (1848); Angers ; museo de bellas artes ( SN )

- Joachim du Bellay (1525-1560) , (1848) busto ; Angers ; academia ( MBA 86 J 1881S )

- Julien Dailliere (1812-1887) ,(1886) medallón ; relieve ; Angers ; museo de bellas artes ( MBA 192 )

- La Historia - L'HISTOIRE , (1841)estatua alegórica ; obra desaparecida ( MBA 82 J 1881S )

- LA REPUBLIQUE FRANCAISE ,(1848) estatua alegórica ; Angers ; museo de bellas artes (MBA 83 J 1881S )

- LA VILLE DE POITIERS , estatua alegórica yeso ; 	obra destruida ( 900.103 )

- LE COMMERCE , (hacia 1878)estatua alegórica ; obra desaparecida (?) ( 940.81 )

- LE GENIE DE L'ART ROMAIN ,(1850) estatua alegórica ; Angers ; museo de bellas artes (MBA 85 J 1881S)

- Madame Dacier (1647-1720) , elemento de ensamble; bajorrelieve en yeso ; obra destruida (1946) (MBA 193 3)

- Margarita de Anjou(1429-1482),(1895) grupo relieve, localización desconocida ( MBA 234)

- Monsieur Thierry, pintor vidriero, medallón ; bajorrelieve en yeso; 	Angers ; museo de bellas artes ( SN )

- Olivier Ferrier, Greffier de Justice de Paix a Angers ,(1861) busto; Angers ; museo de bellas artes (MA VIIR 815)

- Paul de Vigny, Maire de Montmartre ; (1848), busto ; , busto en Hermes	Angers ; museo de bellas artes ( 	MBA 89 J 1881S )

- Paulin Limayrac (1817-1868) (anterior a 1859), busto ; , busto en Hermes ; Angers ; museo de bellas artes ( MBA 92 J 1881S )

- Pierre Lachambeaudie (1806-1872) , Fabulista ,(1850) busto ; obra desaparecida ( MBA 91 J 1881S )

- retrato de desconocido - PORTRAIT D'INCONNU , busto ; , busto en Hermes ; 	Angers ; museo de bellas artes ( SN )

- Projecto de una, estatua de Germain Pilon
Project d'une , Estatue de Germain Pilon(1537-1590) ,maqueta de escultura ; estatuilla ; Le Mans ; museo de Tessé ( LM 52 8 95 )

- Cabeza de mujer - Tete de Femme, (hacia 1877)medallón ; relieve ; Angers ; museo de bellas artes (MBA 95 J 1881S)

- Cictor Jacquemont (1801-1832) ,(1852) busto ; Angers ; museo de bellas artes ( MBA 90 J 1881S

- VIERGE A L'ENFANT ,(1866)estatuilla; Angers ; museo de bellas artes ( MBA 84 J 1881S )

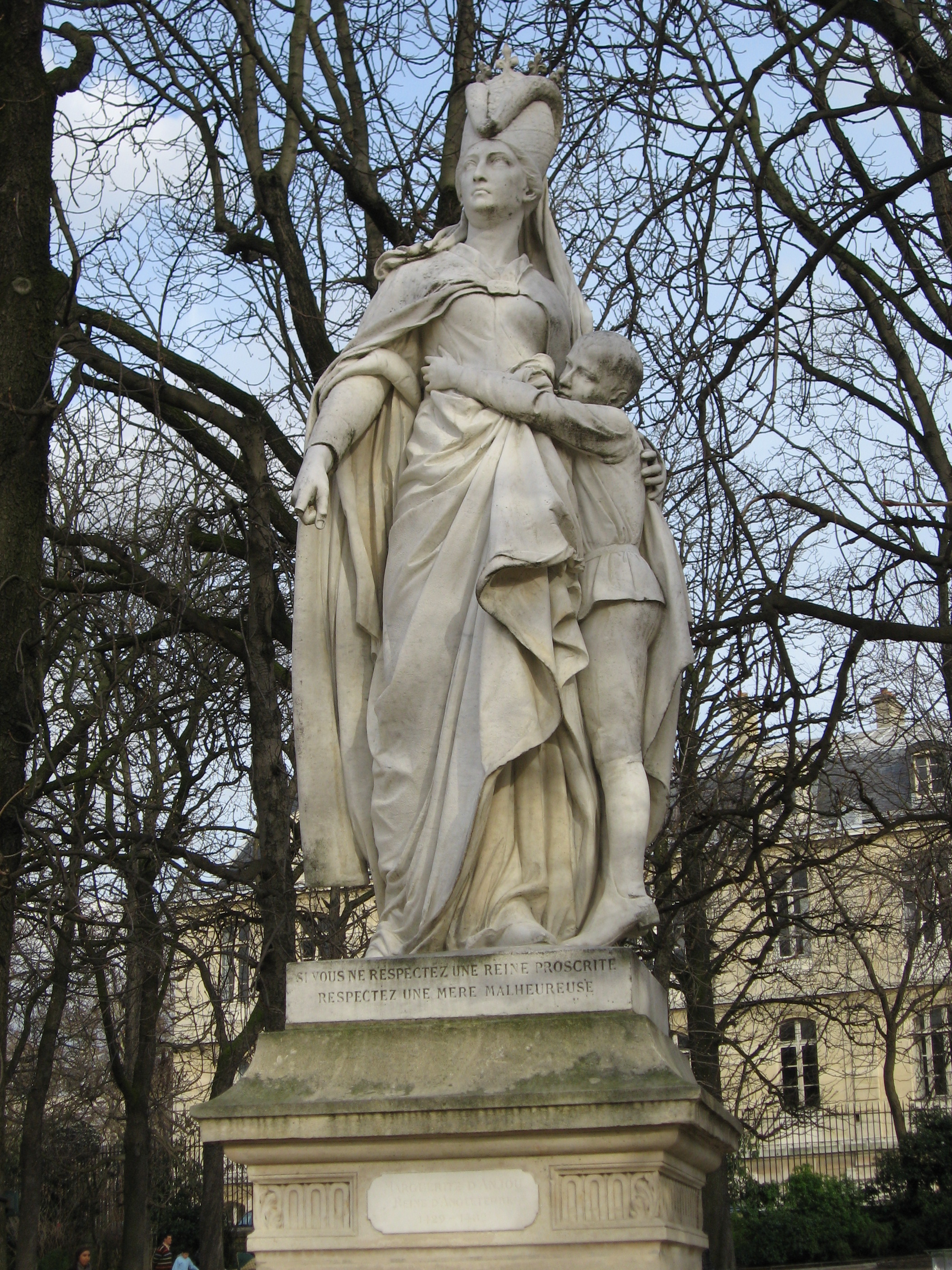
Margarita de Anjou en el jardín de Luxemburgo
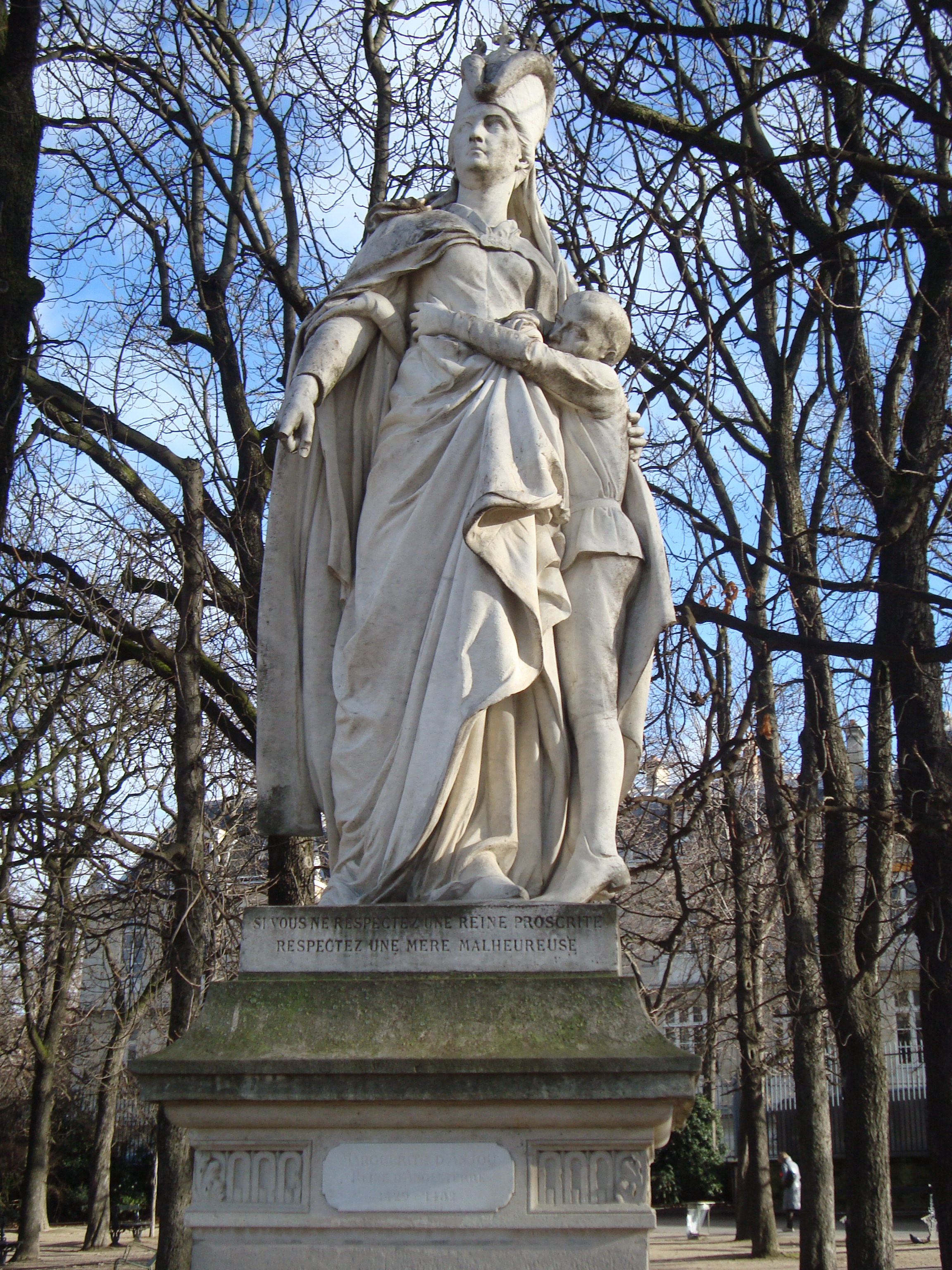
Margarita de Anjou en el jardín de Luxemburgo
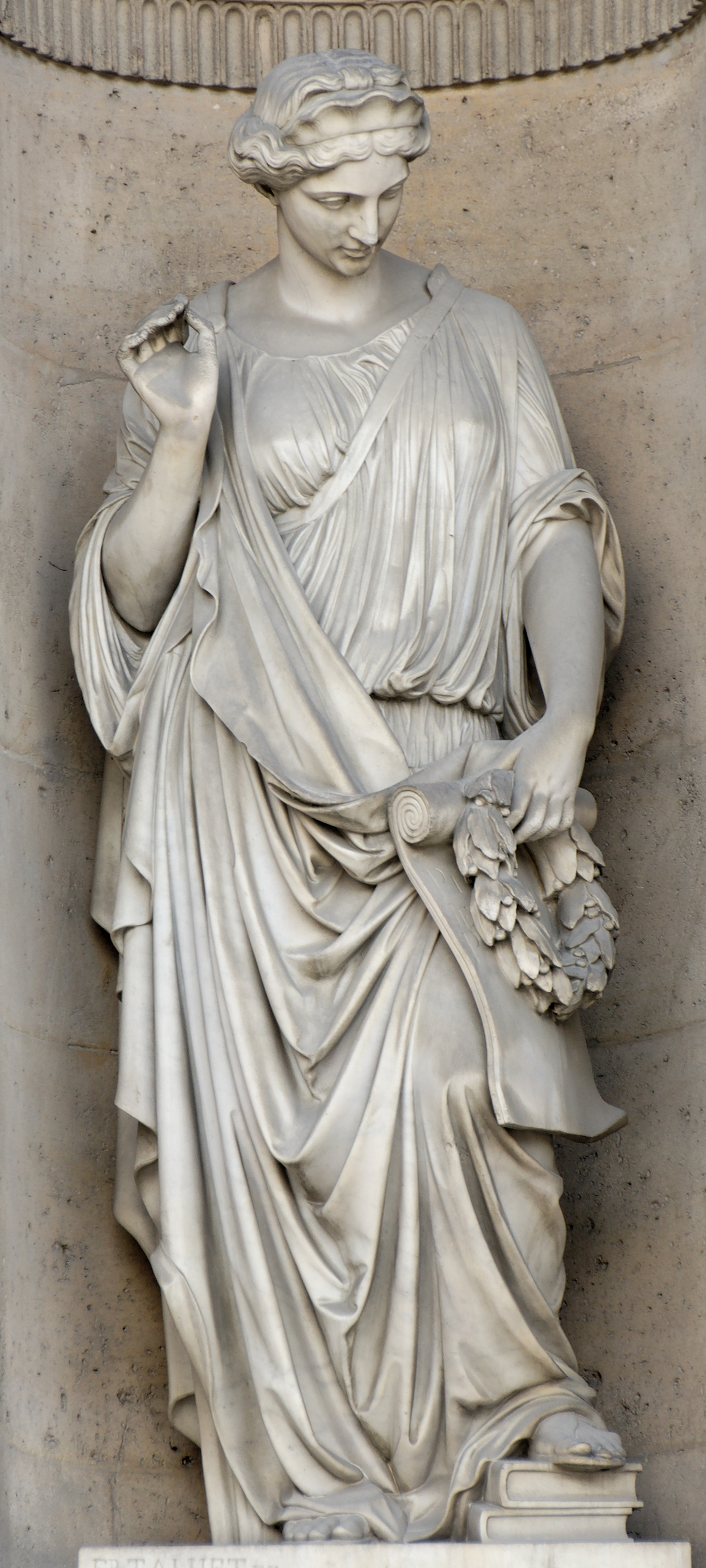
Renaissance (1861), Fachada sur del cour Carrée del Palacio del Louvre.

1. ↑  Audiat, Louis (1832-1903), Bernard Palissy (1510?-1589?) ; Magnin Blanchard (Paris), 1864 página 24 Consultado en Gallica.bnf.fr
2. ↑  Charles Garnier, Le Nouvel Opéra de Paris. [Première partie]. Volume 2 / par Charles Garnier, architecte membre de l'Institut, Libr. générale de l'architecture et des travaux publics Ducher et Cie (París), 1878-1881. página 316; consultado en Gallica.bnf.fr
3. ↑  Mémoires de l'Académie des sciences et belles-lettres d'Angers (Angers) 1890-1897 páginas.48 ,59 y 153 . Consultado en Gallica.bnf.fr
4. ↑  Ficha de la Renaissance en la Base mistral